# Pont du Bras de la Plaine
Le pont du Bras de la Plaine, souvent appelé pont de l'Entre-Deux, est un pont de l'île de La Réunion, un département et région d'outre-mer français dans l'océan Indien. D'une longueur totale de 305 mètres, cet ouvrage d'art d'une portée de 280 mètres inauguré le 18 décembre 2002 enjambe le Bras de la Plaine en amont de sa jonction avec le Bras de Cilaos pour former la Rivière Saint-Étienne et il franchit ce faisant la frontière communale entre L'Entre-Deux à l'ouest et Saint-Pierre à l'est.